# ゼロヨンチャンプ2
『ゼロヨンチャンプ2』 (Zero4 Champ II) は、1993年3月5日にメディアリングよりPCエンジンで発売されたゲーム。ゼロヨンチャンプシリーズ第2作目であり、前作『ゼロヨンチャンプ』（1991年）の続編である。

## 概要
HuCARDとして発売された前作からの続編であり、ストーリーも前作から継承している。
今作ではSUPER CD-ROM²として発売されており、グラフィック・ボリュームなどすべての面で前作を大幅に上回り、前作以上にやり込み度が上がっていてクリアまでのプレイ時間も大幅に増えている。
主人公は前作と同一人物で、ゼロヨン日本一になった主人公が1年間チャンプの座を死守しているところから物語がスタートし、舞台も日本からアメリカに移っている。
登場車種はシリーズ最多でありスポーツカーに限らず軽自動車からＲＶまでとても幅広い。

## ストーリー
前作で見事にチャンプであるゼロヨンキングを倒し、ゼロヨン日本一になった主人公。
その後、圧倒的な実力で1年間日本チャンピオンの座を守り続け、名実共にゼロヨンチャンプと言われるまでに成長した主人公だったか、ある日ガンさんと車の整備をしていた最中に麻美から「変な外人がサーキットを荒らし回っていて、その車が早くて誰にも勝てない」との情報を得る。主人公の車は整備中だったのだがキングのトヨタ2000GTを借りて外人とのレースに向かう。
そしてアメリカから来たアメリカ人ドライバー・スティングに日本車をバカにされ、頭にきた主人公は「ことわざの使い方も知らないような外人にバカにされてたまるか!」と言い、レースに挑むもスティングの圧倒的な速さの前に主人公は敗れてしまう。
主人公があまりに遅すぎて、日本のレベルに失望したスティングはアメリカに帰ると言い出した。主人公はもう一度勝負するように頼むが聞き入れてもらえず「どうしても勝負したかったらアメリカまで来なさい」と言われ渡米を決意する主人公。
こうして、移動効率を配慮して前作の車を売り払い（ちなみにゼロヨンチャンプRRでは、この車がNSXと言う設定になっている）、軍資金を手にした主人公は単身でアメリカへと渡米するところから今作の物語がスタートする。

## ゲーム内容

### モード
前作と同じくストーリーモード、VS COM、VS 2Pの3モードが用意されているが実質ストーリーモードがメインであり、対戦モードは単なるオマケに過ぎない。
- ストーリーモード - メインモードであり本編。前作の続きで主人公がアメリカで全米チャンプを目指す。
- VS COM - コンピュータと対戦するモード。
- VS 2P - 2人で対戦するモード。

### ステージ構成
本作はアメリカが舞台であり、アメリカの各州が登場する。ストーリー内でとあるライバルを下し、移動用のモーターホーム（いわゆるキャンピングカー）を手に入れると移動が可能になり、各州を回ってイベントをこなしていくことになる。
本作ではSUPER CD-ROM²の機能を生かし、各州を選択し「説明を聞く」を選ぶと音声によるその州の解説が聞けるようになっているのが大きな特徴である。
以下は本作で選択可能なアメリカの州である。中にはアメリカではない地名も登場する。
- ロサンゼルス - 主人公が最初に訪れていた州。ここを本拠地にして各地を回ることになる
- デンバー
- ニューオリンズ
- キーウェスト
- サンフランシスコ
- シカゴ
- ヒューストン
- マイアミ
- モントリオール
- カルガリー
- ウィニペグ
- ソルトレイクシティ
- グランドキャニオン
- ニューヨーク
- ダラス
- ナイアガラ
- メキシコシティ

## 登場車種

### TOYOTA
- スターレット GT（EP82）
- サイノス β（EL44）
- カローラレビン GT-Z（AE101）
- スプリンタートレノ GT-APEX（AE101）
- スプリンターカリブ AV-Ⅱ（AE956）
- MR2 GT（SW20）
- スープラ 2.5GT TWIN TURBO（JZA70）
- ソアラ 2.5GT-L（JZZ30）
- ハイラックスサーフ SSR-G（VZN130G）
- セリカ GT-FOUR（ST185）

### NISSAN
- パルサー GTI-R（N14）
- ブルーバード SSS LTD ATTESA（HNU13）
- スカイライン GT-R（R32）
- シルビア K's （S13）
- フェアレディZ 300Z（CZ32）
- テラノ V6-3000 R3m（WHYD21）
- 180SX TYPEⅢ（KRP13）

### MAZDA
- プロシード マービー （UV66R）
- ファミリア GT-X（BG8Z）
- MX-6（GE5B）
- ユーノス ロードスター V-SPECIAL (NA8C）
- ユーノス プレッソ （EC8SE）
- ユーノス 500 (CAEPE）
- efini RX-7 TypeR （FD）

### MITSUBISHI
- ミラージュ スーパーR 4WD （CC4A）
- ギャラン VR-4 （E84A）
- GTO TWIN TURBO （Z16A）
- ミニカ DANGAN ZZ-4（H27A）
- パジェロ メタルトップ ワイドVR （V23W）
- ランサー GSR 4WD （CD5A）

### ISUZU
- ジェミニ イルムシャーR （JT191S）
- ピアッツァ 181XE/S （JT211F）
- ピアッツァ ネロ X（JT191F）
- ミュー ソフトトップ （UCS17DH）
- ビッグホーン イルムシャーRS （UBS25DW）
- コモ（コンセプトカー）

### SUZUKI
- カプチーノ（EA11R）
- カルタス GT-i （AF34S）
- ジムニー フルメタルドア （JA11C）
- エスクード コンバーチブル （TA01R）
- アルトワークス RS-R （CS22S）

### HONDA
- シビック SiR（EG6）
- CR-X delsol SiR （EG2）
- プレリュード Si VTEC （BB4）
- ビート （PP1）
- NSX （NA1）

### SUBARU
- レガシィ ツーリングワゴン GT （BF5）
- ヴィヴィオ RX-R（KK4）

### DAIHATSU
- シャレード GT-XX （G100S）
- ミラ TR-XX AVANZATO（L200S）

## スタッフ
- 企画、脚本、監督：神長豊
- プログラム：佐藤良一、井上広大、飯島潔
- グラフィック：衛藤浩二、熊倉賢一、萱島啓子、小滝佳治、久保直司、国吉敬治、松沢和哉、平井義則
- サウンド：飯島丈史、林克洋
- SP指揮：菅原尚志
- SP美術：山口靖浩
- アドバイザー：菅原彦一、桜井永利子、松木文代、長谷徹、遠藤雄一郎、小林靖彦、松田直弥、赤塚順一、松尾賢二、宮坂孝幸、井関靖典
- アシスタント：八代智子、久我仁志、山口守、石山典子、和田一美、明賀裕美子、小林由美、唐沢収、大木啓至
- 総指揮：松木吉彦
- 協力：トヨタ自動車株式会社、日産自動車株式会社、マツダ株式会社、三菱自動車工業株式会社、いすゞ自動車株式会社、スズキ株式会社、本田技研工業株式会社、富士重工業株式会社、ダイハツ工業株式会社、ロードランナーレーシングクラブ
- 制作：著作：株式会社メディアリング

## 評価
ゲーム誌「ファミコン通信」の「クロスレビュー」では8・7・7・6の合計28点（満40点）、「月刊PCエンジン」では85・85・85・85・85の平均85点（満100点）、「電撃PCエンジン」では85・65・80・85の平均78.75点（満100点）、「PC Engine FAN」の読者投票による「ゲーム通信簿」での評価は以下の通りとなっており、23.71点（満30点）となっている。また、この得点はPCエンジン全ソフトの中で57位（485本中、1993年時点）となっている。同雑誌1993年10月号特別付録の「PCエンジンオールカタログ'93」では、「登場車種はすべてフォルムや性能、内装までも忠実に再現されている」と紹介されている。
| 項目 | キャラクタ | 音楽 | 操作性 | 熱中度 | お買得度 | オリジナリティ | 総合  |
| 得点 | 3.96       | 3.93 | 3.71   | 4.27   | 3.66     | 4.18           | 23.71 |